# Тогучин
Тогучин (рус. Тогучин) град је у Русији у Новосибирској области.

## Становништво
| 1939.  | 1959.  | 1970.  | 1979.  | 1989.  | 2002.  | 2010.  |
| ------ | ------ | ------ | ------ | ------ | ------ | ------ |
| 12.464 | 19.619 | 20.550 | 22.632 | 23.189 | 22.179 | 21.900 |